# وولگا زیوزکووا
وولگا زیوزکووا (انگلیسی: Volha Ziuzkova؛ زادهٔ ۱۴ ژوئن ۱۹۸۳) بازیکن بسکتبال زن اهل بلاروس بود. وی در بازی‌های المپیک تابستانی ۲۰۰۸ شرکت کرده‌است.